# Dugurdspiggen
Dugurdspiggen är en bergstopp i Antarktis. Den ligger i Östantarktis. Norge gör anspråk på området. Toppen på Dugurdspiggen är 1 441 meter över havet.
Terrängen runt Dugurdspiggen är platt åt nordost, men åt sydväst är den kuperad. Trakten är obefolkad. Det finns inga samhällen i närheten.